# Lajos Molnár
Lajos Molnár (* 13. Oktober 1946 in Nyírbátor; † 23. März 2015 in Budapest) war ein ungarischer Politiker und Arzt, der als Gesundheitsminister zwischen 2006 und 2007 im zweiten Kabinett von Ministerpräsident Ferenc Gyurcsány amtierte.

## Medical Karriere
Nach dem Abschluss des Gymnasiums in Nyírbátor, studierte er an der Stavropol Landesuniversität in der Sowjetunion. Er erwarb einen Abschluss in Medizin an der Universität Debrecen wurde 1971. Molnár wurde ein Hals-Nasen-Ohren-Arzt. Später arbeitete er in den 1970er Jahren in Algerien, anschließend in Wien. Er kehrte nach Ungarn nach der Revolutionen im Jahr 1989 zurück.
Er wurde im Krankenhaus des Komitats Tolna zum Abteilungsleiter ernannt.

## Politische Karriere
Er schloss sich dem liberalen Bund Freier Demokraten an und wurde nach den Parlamentswahlen 2006 zu einem Mitglied des Parlaments für die nationale Liste der Partei. Nach den Koalitionsverhandlungen wurde er für die Position des Gesundheitsministers vom sozialistischen Ministerpräsidenten Ferenc Gyurcsány nominiert. Er leistete den Eid am 9. Juni 2006.
Während seiner Ministerzeit gab es mehrere umstrittene Reformen und Investitionen, einschließlich Apothekenprivatisierung und Zuzahlung. Er hat sein Mandat im April 2007 niedergelegt.